# Littérature du IIe siècle
Littérature du Ier siècle av. J.-C. - Littérature du Ier siècle - Littérature du IIe siècle - Littérature du IIIe siècle - Littérature du IVe siècle - Littérature du Ve siècle

## Événements
- 80-150 : vie du poète et philosophe bouddhiste Ashvaghosha, ministre du roi Kanishka, auteur du Bouddha-Charita, un récit poétique en sanscrit de la vie de Bouddha et du Saurdarananda (le Beau Nanda), un poème épique qui raconte la conversion de Nanda, demi-frère de Siddhartha Gautama[1].

- Vers 105 : invention du papier par l'eunuque chinois Cai Lun, qui le présente à l'empereur Hedi de la dynastie Han[2].
- 122 : Suétone, secrétaire ab epistulis (chargé de la correspondance d’Hadrien), est révoqué[3].
- Vers 160 : Lucien de Samosate démontre l'absurdité du fatalisme défendue par les disciples de Chrysippe[4].

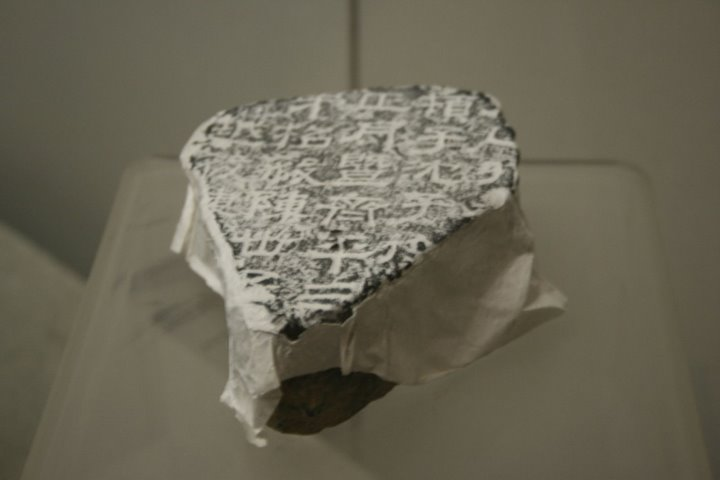
Fragment d'une pierre gravée des Cinq Classiques de Confucius, pendant le règne de Han Lingdi

- 175-183 : la doctrine canonique de Confucius est gravée dans la pierre, dont l’estampage, attesté seulement au VIIe siècle[5], préfigure l’imprimerie[6].

- Apparition des premières inscriptions runiques (alphabet futhark)[7]. Les Germains du Moyen-Danube auraient emprunté cette écriture à des alphabets dérivés de l'écriture étrusque utilisés par des populations subalpines. L'écriture runique est essentiellement épigraphique, les lettres étant gravées dans la pierre pour former des inscriptions. Les Germains du continent abandonnent rapidement cette écriture, qui perdure en Scandinavie via le Danemark.

## Œuvres majeures
- Vers 72-126 : les Œuvres morales de Plutarque[8].
- 96/101-106-108 : publication des neuf premiers livres des Lettres de Pline le Jeune[9]. Un dixième livre, publié après sa mort vers 113, comprend sa correspondance avec l'empereur Trajan.
- Vers 100-120 : Plutarque écrit ses Vies parallèles des hommes illustres[10].
- Vers 100-130 : Juvénal rédige les Satires[11].
- 105-107 : Tacite publie le Dialogue des orateurs, un ouvrage sur le déclin de l'éloquence à Rome[12].
- 106-109 : publication des Histoires, de Tacite[12].
- Vers 108 ou 117-120 : Arrien, disciple d'Épictète, rédige les Entretiens d'Épictète[13].
- Vers 110-120 : rédaction des Annales de Tacite, une histoire de Rome depuis la mort d'Octave Auguste[12].
- Entre 119 et 122 : publication de la Vie des douze Césars de Suétone[14].
- Vers 120-135 : Lettre aux Philippiens, directives pratiques sur la vie quotidienne des chrétiens, de Polycarpe de Smyrne[15].
- 121 : le plus ancien dictionnaire chinois, le Shuowen Jiezi, est  présenté à l'empereur Han Andi[16].
- 125-140 ou 150 : époque probable de rédaction du papyrus P52, qui contient deux passages du chapitre 18 de l'Évangile selon Jean[17].
- Vers 138-145/146 : l’historien Arrien se retire à Athènes où il rédige l’Anabase (Expédition d'Alexandre), en sept livres[18], et Indica, un ouvrage sur l'Inde et ses habitants, considéré comme le huitième livre de l'Anabase[19].
- Vers 155 : Histoire Romaine d’Appien d’Alexandrie. Il y inclut l'histoire de chacune des nations conquises jusqu'au moment de sa conquête[20].
- Vers 155-165 : Discours aux Grecs, de Tatien le Syrien[21] (premier traité de démonologie de la littérature chrétienne).
- 161 : les Institutes, recueil de lois du juriste Gaius[22].
- Vers 170-180 : Pensées pour moi-même, de Marc Aurèle[23].
- Vers 170 : Tatien le Syrien écrit le Diatessaron, une harmonie des quatre Évangiles canoniques[24].
- Vers 178 :  Alèthès logos (Discours véritable) de Celse, ouvrage critique du christianisme[25].
- Vers 180 : Irénée rédige un traité Adversus Hæreses (contre les hérésies) où il déclare hérétiques les doctrines gnostiques[26].
- Vers 190-200 : Épître à Diognète composé à Alexandrie[27], écrit apologétique adressé à Diognète pour démontrer la nouveauté radicale du christianisme sur le paganisme et le judaïsme.

- Ier siècle av. J.-C./IIe siècle : en Inde, composition du Nâtya-shâstra, traité de la danse, de la musique et du théâtre indien  attribué à Bharata Muni[28].

- IIe siècle :
  - époque probable de la composition des Nyaya Sutra par Gautama Aksapada[29].
  - rédaction des Métamorphoses, roman en latin d'Apulée (v. 125-v. 170)[30].
  - rédaction du Pasteur, ouvrage du prophète chrétien Hermas, probablement au milieu du siècle[31].
  - époque possible de la rédaction de l'Évangile de Pierre en Syrie[32].
- Fin IIe siècle-début IIIe siècle : Daphnis et Chloé, roman pastoral de l'auteur grec Longus de Lesbos[33].

## Naissances
- Vers 123 : Apulée, rhéteur et philosophe numide, à Madaure.
- Vers 175 : Claude Élien, à Préneste.
- Vers 185 : Origène, théologien chrétien grec, à Alexandrie.

## Décès
- Vers 114 : Pline le Jeune, écrivain et homme politique romain, en Bithynie.
- Vers 125 : Plutarque, historien et penseur, à Chéronée.
- Vers 170 : Apulée, écrivain numide.
- 173 : Tatien le Syrien (v. 120-173).